# The Jealous Girlfriends
The Jealous Girlfriends fue una banda de rock de Brooklyn, Nueva York. Su video musical para "How Now", dirigido por Sarah Soquel Morhaim, obtuvo el primer lugar para el concurso de iPod Music Video.

## Biografía
La banda se formó en 2003 con Holly Miranda (Vocal/Guitarra principal), Alex Lipsen (Teclados/Sintetizador/Bajos) y Josh Abbott (Guitarra/Vocal), quien inicialmente entró en la banda como batería. Poco a poco Abbott también cantaba y escribía letras con Miranda. A principios de 2005 invitaron a Mike Fadem a ocupar la batería para que Abbott fuese también cantante y guitarrista en los conciertos. Su primera obra fue un álbum de ocho cortes titulado Comfortably Uncomfortable. Su canción "Lay Around" entró en la serie de Televisión the L Word.
En 2007, publicaron su segundo álbum homónimo que fue producido por Dan Long en el Headgear Studio de Brooklyn. Los temas "Roboxulla" y "Something In The Water" formaron parte de la banda sonora de la serie Anatomía de Grey, y la canción "Carry Me" del de CSI: Miami.
En abril de 2008 fueron teloneros del grupo Nada Surf.

## Discografía
- Comfortably Uncomfortable (2004)[2]
- The Jealous Girlfriends (2007)